# Rižikov
Rižikov je priimek več oseb:
- Efim Vasiljevič Rižikov, sovjetski general
- Sergej Rižikov, ruski nogometaš